# Mariouta letourneuxi
Mariouta letourneuxi é uma espécie de dermestídeo da tribo Marioutini, com distribuição na África do Norte

## Distribuição
A espécie tem distribuição na Argélia, Egito, Marrocos e Tunísia.